# NGC 5540
NGC 5540 је елиптична галаксија у сазвежђу Велики медвед која се налази на NGC листи објеката дубоког неба.
Деклинација објекта је + 60° 0' 39" а ректасцензија 14h 14m 54,2s. Привидна величина (магнитуда) објекта NGC 5540 износи 13,9 а фотографска магнитуда 14,9. NGC 5540 је још познат и под ознакама MCG 10-20-90, CGCG 295-41, PGC 50883.